# Rafael Corvalán Pazols
Rafael Francisco Corvalán Pazols es un magistrado chileno.

## Carrera
Desde 2017, ejerció como ministro de la Corte de Apelaciones de Iquique en reemplazo de Mirta Chamorro. Al año siguiente, asumió la presidencia del mismo tribunal, sustituyendo a Mónica Olivares Ojeda. Estando en dicho cargo, debió enfrentar, junto con los ministros Marilyn Fredes y Pedro Güiza, una denuncia en su contra ante el Presidente de la República, la Corte Suprema, el Ministerio Público, y el Instituto Nacional de Derechos Humanos, realizada por Gladys Bustamante, ciudadana de Iquique, quien les acusó de exacción de funcionarios, denegación de justicia, tráfico de influencias, mal uso de poder, manipulación del Derecho, corrupción, asociación ilícita, fraude, falta de probidad, e irregularidades en el ejercicio de sus funciones, luego que 200 terrenos ubicados en la pampa del Tamarugal, pertenecientes a María Esperanza Rojas, tía abuela de la denunciante y quien falleció en la absoluta pobreza, fueran inscritas de manera errónea por el conservador Enzo González. Gladys Bustamante acusó a la Corte de Apelaciones de Iquique de proteger a González y perjudicar a su familiar.
En 2020, pasó a integrar la terna de postulantes a ministro de la Corte de Apelaciones de Rancagua.